# Annsville (Nueva York)
Annsville es un pueblo ubicado en el condado de Oneida en el estado estadounidense de Nueva York. En el año 2000 tenía una población de 2956 habitantes y una densidad poblacional de 19 personas por km².

## Geografía
Annsville se encuentra ubicado en las coordenadas 43°20′23″N 75°36′57″O / 43.33972, -75.61583.

## Demografía
Según la Oficina del Censo en 2000 los ingresos medios por hogar en la localidad eran de $35 804 y los ingresos medios por familia eran $42 841. Los hombres tenían unos ingresos medios de $30 000 frente a los $21 541 para las mujeres. La renta per cápita para la localidad era de $15 012. Alrededor del 12.4% de la población estaban por debajo del umbral de pobreza.